# 社會性別
社會性別，或性别身份包括作為男人、女人或其他性別認同的社會、心理、文化和行為層面。根據情境，這可能包括基於性別的社会结构（性别角色）以及性別表現。大多數文化採用性別二元制，將性別劃分為兩個類別，人們被視為屬於其中一類（男孩/男性和女孩/女性）；那些不屬於這些群體的人可能被歸為非二元性別的範疇。部分社會接納男女以外的社會性別，比如在南亞地區中，海吉拉常被視作第三性別（或第四性別等等）。大多學者認同社會性別是社會組織的核心。
在英語中「Gender」（社會性別）一詞也常被用作「sex」（生理性別）的同義詞，而這兩種用法之間的平衡隨著時間的推移發生了變化。在20世紀中葉，現代英語中開始出現生理性別與社會性別之間的術語區分（即性別之分），這一區分起初發展於心理學、社會學、性學和女性主義等學術領域。在20世紀中葉之前，英語圈主要以社會性別的英語「gender」代指文法上的分類。在西方，到了1970年代，女性主義理論採納了生理性別與社會建構的性別之間區分的概念。當今，大多數西方國家的社會科學家、行為科學家與生物學家、許多法律系統和政府機構、以及世界衛生組織（WHO）等跨政府機構都對社會性別和生理性別進行區分。
社会科学中有一個分支專門研究社會性別，即性別研究。其他科學領域，例如心理学、社会学、性學和神经科学，也對社會性別這一主題表現出興趣。社會科學有時將性別視為一種社会建构，而性別研究尤其如此；自然科学的研究則探討人类的性别差异是否影響人類中社會性別的形成。這兩種研究共同促進了對生物差異在性別認同和性別化行為形成中影響程度的討論。生物—心理—社會模型（biopsychosocial approaches）將性別視為包含生物、心理以及社會或文化等多方面因素的綜合結果。

## 詞源及應用

### 由來
現代英語「gender」的前身為中古英语「gendre」。後者借用了盎格鲁-诺曼语和中古法語的同樣字詞。而「gendre」则来自拉丁语的「genus」 ——兩者皆指「類型」。它最終可追溯到原始印歐語的词根「*ǵénh₁-」，意即「产生」和「孕育」。它跟「kin」、「kind」 、「king」等同根。此外亦與其他印欧语系的部分詞彙同源，像是現代法语的「genre」。它跟希腊语词根「gen-」有一定關係，後者成為了英語「gene」、「genesis」、「oxygen」的一部分。1882年的《牛津英語詞源詞典》把「gender」定義為「種類、品種、性別」，指其就像「genere natus」（出生）般，一樣源自拉丁語中的離格「genus」。

### 概念史
社會性別是近代的概念。在20世紀中期，人文社會科學界才開始著力探討之。現時意指社會性別的英語「gender」在此之前一直只跟文法有關。
英語圈在用字上嘗試區分生物性別和性別角色之前，「gender」一般只用在文法分類上。比如一本有關婚姻家庭的書籍雖列出12,000多條1900年至1964年出版的參考資料，但當中沒有出現「gender」一詞。研究者在分析3000萬篇1945年至2001年出版的學術文章標題後，得出結論： 早期的文章很少應用到「gender」，其應用多跟文法分類有關。到了1970年代，女性主義學者開始把生物性別和社會對性別的建構分開，致使人文社科界使用「gender」的次數遠多於「sex」。
到了1980年代至1990年代，在女性主義思潮的影響之下，學者使用「gender」的次數出現較大幅的增長，在社會科學界中甚至拋棄「sex」一詞。但在實際應用上，部分人會把之當作「sex」的同義詞，違背原意。戴维·A·黑格提到：「在生物學界，部分科學家以『gender』替代『sex』是為了表達對女性主義理想的認同。其他的可能認為此一用法較有學術風格；或能以之減少歧義，避免跟交配混淆」。1993年，美国食品药品监督管理局（FDA）為了減少歧意，決定以「gender」取代「sex」。2011年，FDA決定在生物分類上改用後者，前者則改以形容「人們對自身是男或女的展示，以及社會制度對此的反應」。
2006年，梅雷迪斯·伦德（Meredith Render）在回顧多宗有關歧視的判決時寫道：「自1964年民權法案生效以來，性/別的觀念起了不少變化，令法案中性別歧視的涵意也隨之變遷」:135。朱莉·格林伯格（Julie Greenberg）在1999年的一篇文章中提倡把「sex」的法律定義延伸，令之更為強調「自我性別認同」。他寫道：「大多法律條文都採用『sex』一詞，但法院以及立法和行政機關往往在解釋法規時以『gender』取代之」:270, 274。在J.E.B. v. Alabama ex rel. T.B.案中，美国最高法院為「平等保護條款是否禁止建基於社會性別的歧視」頒下判決，大多數意見認為需承認「我國在性別歧視上有著一段難堪的過去......提醒我們需嚴格考慮所有建基於社會性別的分類是否合理......當各州行為者只因對社會性別的刻板印象而要求某人無因迴避時，他們就在認同和加深男女相對能力不同的偏見」。

### 與生物性別的區別
1945年，麥迪遜·本特利把社會性別定義為「社會對生物性別的觀察」。4年後，西蒙·德·波娃在《第二性》中開始套用該一區別，使得此一概念正式步入女性主义理论。不過薩拉·海納瑪表示此一演繹有一定爭議。
性別角色的概念由性學家約翰·曼尼所創。他在1955年的一篇文章中把它定義為：「人們為表達自己是男是女的所說所行」。最遲在1945年，學者開始以社會性別來表達性別角色。

### 与经历性别的区别
经历性别(experienced gender)是一个罕见的术语，指的是个人实际感知和经历到的性别。它考虑了个体对自己的性别身份和经验的认知。社会性别和虽然相关，但并非完全等同。社会性别指的是社会对个体所赋予的性别身份及社会对此的性别角色的期待，而经历性别更强调个体在生活中所感知和体验到的与性别相关的方方面面，包括社会互动、文化认同和自我身份感受等。社会性别强调了社会角色和认同，而经历性别更关注个体在不同情境下对性别的感知和体验。

## 性別認同與性别角色

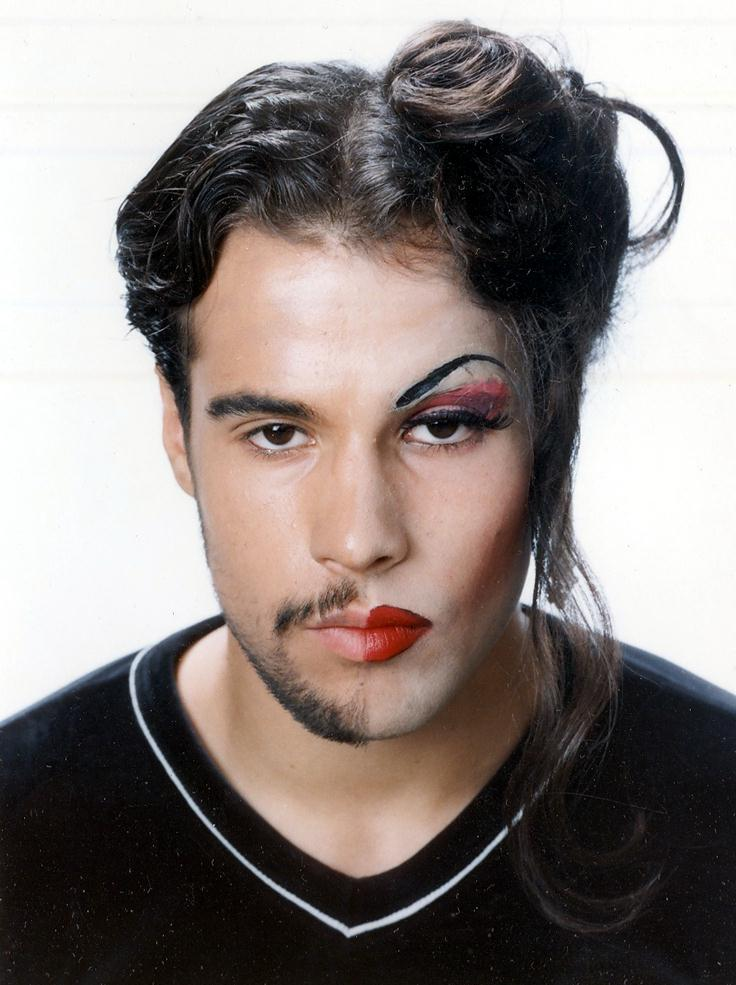
一位年轻的瑞典演员将社會性別描述为一种暧昧的现象

性別認同指人們對特定性別和性別角色之認可。在社會性別這個概念出現之前，女性一直靠著身體特徵來定義，之後一些女性主義者開始挑戰這一理解。
女性主義者會挑戰有關性別角色和生物性別的主流意識形態。朱迪斯·巴特勒認為「生為女性」的概念具有較大挑戰空間，因為它除了是一門社會分類之外，還是一種自我認知和文化建構的主觀認同。社會認同是一種建基於社會分類的共同認知，能夠讓成員創造出共同文化 。社會認同理論認為。社群之間的互動和共同經歷會為人提供相當一部分的自我概念，塑造人們如何舉止的規範。
在社会角色上把人以男女二分會讓部分人認為自身只屬於當中一種角色，並按其規範行事。但社会角色事實上是一門光譜，人們可處於當中的任何一點。世界各地都會以男女在的生物差別為由，創造出一套界定他們該如何舉止的社會期望。並在權力、權利、資源分配等事宜上作出差別待遇。大多社會會優待男性，令它們出現性別不平等的現象。很多社會皆為性別創造出一套規範和信念，不過性別角色卻沒有普世劃一的定義。男女在社會上的角色和彼此之間如何互動皆受文化規範影響，令一套性別系統得以誕生。它是很多社會格局的基礎，令它們隔離性別和偏好於男性氣質。
哲學家米歇尔·福柯認為人是性的主體，但卻受制於權力影響，而它最終可歸因於「各種權力策略」。權力決定了人們的態度和行為，並令人們受到標籤。比如女性在不少社會上被視為情緒化和柔弱的，沒能力作出跟男性一樣的行為。朱迪斯·巴特勒表示，社會在把自身視為女性的同時，也把一套行為舉止規範施加在自身身上，因此性別更像是個動詞。他表示「因為社會把性別視作政治的一部分，並對之作出規限，所以它不許我自由建構自身的性別......」。不過也有批評指其行文加強了傳統的性別二分法。

### 性別指定及社會性別流動
性別理論家凱特·博恩斯坦表示，社會性別存有一定的模糊地帶，並具流動空間。至少有兩套不同但又有共通之處的理論定義了何謂社會性別：
世界衛生組織定義社會性別為「社會建構的男女特質」。根據該一定義，社會性別是社會規範加諸於人們身上的信念和態度，個人對此的看法相對而言較不重要。
社會為人指定社會性別時，會先考慮人們與生俱來的外表及生理特質，然後按此一特質分配社會認為合適的行為舉止。因此社會性別指的是特定社會文化對「男性氣質」和「女性氣質」的建構。儘管生物性別是一門可以得到人們認知的事實，但性別角色會因文化而異，且受到照顧者、學校教育、媒體的影響。因此，社會性別自幼開始便開始習得——例如為嬰兒挑選的玩具和衣服都是學習有關規範的途徑。不過，人們的社會性別不一定跟其出生時指定的性別相符，其還會受學習行為等因素影響。

### 社會分類

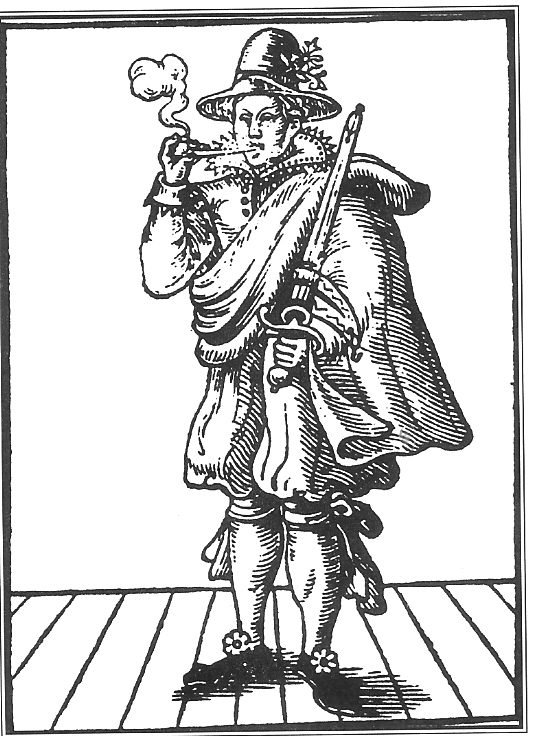
在17世紀，瑪莉·弗里斯透過穿上男裝、於公眾場所抽煙等行為，來使社會震惊。

性學家約翰·曼尼於1955年創造了性別角色一詞。他把性別角色定義為可能會表露某人為男孩/男性或女孩/女性的行為及反應。性別角色的要素包括衣裝、說話方式、行動、职业。一些女性主义哲学家不認同社會性別是一門分类，認為它不是「表象背後的原因」，反之卻是「一種宏大編排，作用於自身跟他者之間的微妙中介之上」。

#### 非二元性別及第三性別
大多社會在過去都只把人按生物特徵分為兩種性別角色。它們會根據嬰兒的性器官，為之分配社會性別。
不過仍有一些社會會承認有些人處於男性—女性氣質光譜的中間。例如夏威夷人會承認他們的社會有人是處於「男女之間」，他們稱這一群體為māhū，在奥吉布瓦語中，「ikwekaazo」或「ininiikaazo」指的都是選擇以另一性別角色過活的人。性别社会学研究者會把上述情況稱為第三性別。符合上述身份的當代美國原住民和加拿大原住民可能也認為自己是屬於雙靈圈子。不過，這類概括式語言可能不為該些社群大多成員所認同。
能夠歸作第三性別的還有印度和巴基斯坦的海吉拉，以及墨西哥瓦哈卡州的muxe。苏拉威西岛和印度尼西亚的布吉人在傳統上有著與上述分類不同的系統。
除了第三性別外，現在許多文化皆接受了各種的非二元性別。非二元性別者的性別認同不全然偏向男或女的任何一方。他們可能會自認為在性別認同上部分重疊、擁有多於一種性別、沒有性別、性別認同處於流動狀態、第三性別等等。主流西方社會在較後期才承認非二元性別，而後者擁有較高風險面對侵犯、騷擾、歧視等問題。

### 量度性別認同
早期的性別認同研究一般只會假定男性氣質與女性氣質之間為線性的連續體。不過社會對男女的定型會隨著時間改變，因此此一模型的效度備受質疑。於是便有人提出以兩維作基本概念的性別認同模型，當中男性氣質及女性氣質成會分成兩個正交的维度去量度。兩者在一定程度上可以同時存在。此一概念於當下已成了廣為接受的標準。
貝姆性別角色量表（BSRI）及個人屬性問卷（PAQ）是性别认同研究較常應用的測量工具，兩者皆考慮到男性氣質及女性氣質不只是處於單一維度。按照該些測量工具的結果，可以把人分為傳統性別型（主要認同自己擁有男性氣質的男性或主要認同自己擁有女性氣質的女性）、反傳統性別型（主要認同自己擁有女性氣質的男性、主要認同自己擁有男性氣質的女性）、雙性型（兩種氣質皆有一定程度認同的人）、未定型（兩種氣質皆欠缺認同）。特温格在1997年表示，男性一般比起女性擁有更多的男性氣質，女性則一般擁有較多的女性氣質，但它們與生物性別的關係相對以前不那麼強烈。

### 女性主義理論與性別研究
生物學家兼女性主義學者安妮·福斯托-斯特林反對有關「生物本質論對社會決定論」的论述，並提倡應更深入地分析生物体与社会环境之间會怎樣產生影響某人能力的互動。哲學家兼女性主義者西蒙·德·波娃把存在主义應用於女性的生活經歷中：「我們並非生來為女人，我們是成為了女人」。儘管這在語境上只是哲學方面的修辭手法，但其同樣適用於生物學上的語境——一名少女必須經歷完一整段青春期，才可成為女人；而在社會學的語境上，成熟並非一種本能現象，它在很大程度上是習得的。
自1970年代起，女性主义理论在探討性別議題時的用字便出現了爭議。1974年出版的《Masculine/Feminine or Human》中，其作者使用了「內在的性別」（innate gender）和「習得的性別角色」（learned sex role）這兩個詞，然而到了1978年的版本中，「sex」和「gender」的用法卻倒過來了。到了1980年，大部分女性主義的文章都會將「gender」僅僅用作社會文化上性別的自我認同，以便與生物上的性別（sex）區分開來。
在性别研究當中，社會性別是在指社會及文化對男性氣質和女性氣質的建構。在此一語境底下，社會性別明确地排除了生物上的差异，反之卻專注於文化差异。此一情況在其他領域當中亦有出現，例如1950年代的社會學、精神分析學家雅各·拉岡的理論、法國精神分析學家茱莉亞·克莉斯蒂娃等人的研究、像朱迪斯·巴特勒般的美國女性主義者。巴特勒的追隨者傾向認為性別角色是一種行為實踐，亦即其是表演性的。
查爾斯·赫斯特稱，一些人相信性別會「......自动决定某人的性別氣質、角色（社會上的），以及性取向（對特定性別的性偏好及行為）」。性別社會學家則相信人們所展現的社會性別有其文化根源及習慣。比如迈克尔·斯瓦洛相信，人們須透過學習，才能懂得如何作出與其指定性別相符的行為，及從互動中了解到怎樣的舉止才符合社會對男性或女性氣質的期望。斯瓦洛評論道，人類「是许多人接受相近思想，并就此采取行动之結果」。從衣裝到個人髮型，從關係選擇到職業選擇，人們無不受到此一過程的影響。斯瓦洛认为，这些類型的区分是很重要的，因为社会一看到人，就想把他们识别和分門別类。他们需要将人们放入不同的类别，以讓人能夠知道應該如何看待某個特定人物。
赫斯特認為，在人們需要明確表達社會性別的社會當中，相關文化規範一旦被打破，那麼當事人就通常需面臨某些特定的後果。當中很多是紥根於性取向歧視之上。他表示在某些社會當中，同性戀者常因為社會偏見，而在司法系統中面臨歧視。赫斯特曾就司法系統對於打破性別規範者的歧視情況進行過描述，他表示：「法院經常把性別、社會性別、性取向混為一談，使得它不僅否定男同性戀者及女同性戀者的權利，而且連帶不符合傳統性別期望者的權利也一併否定」。
基進女性主義者安德里亞·德沃金在描述她的信念時表示，她會「致力摧毁男性的支配地位及社會性別本身」。
政治科學家玛丽·霍克斯沃斯發表了有關社會性別和女性主義理論的論述，她指出社會性別一詞的涵意在20世纪70年代期間或以後，於女性主義学术界當中出現了轉變，並且以明顯不同的方式應用在学术研究中。她稱，當包括桑德拉·哈定及琼·瓦拉赫·斯科特在內的幾名女性主義學者，開始認為社會性別「為一門分析性分類，包含人類的所思所想所行」時，它的涵意便出現了變化。政治科學領域的女性主义學者此時開始把社會性別視為分析性分類，其中强调了「被主流論述所忽视的社会和政治关系」。不過霍克斯沃斯同時稱：「女性主義政治科學并没有成为学科内的主流范式」。
美國政治科學家卡伦·贝克维思同樣對於政治科學之內的性別概念有所論及，她認為的確存在著一種有關「社會性别的共同语言」，且其必须加以明确阐述，以使之更為紮根於政治科學之内。贝克维思描述了政治科學家在进行实证研究时，可以怎樣运用「社會性别」一詞，指應視其為「一門分类，或一个过程」。若将社會性别視為一門分类，那麼便可使政治科學家在某個特定的政治環境中，「界定被視为展露男性氣質或女性氣質的行为、行动、态度和偏好」。它还可用於論証社會性別差異會怎樣「制約或促進政治」行为者。若在政治科學研究中把它視作一個過程，那麼便有兩個不同面向：一是确定「结构和政策对男女的不同影响」，二是男女政治行为者如何「积极努力地产生有利的性别结果」。
對於性別研究此一領域，雅克塔·纽曼稱儘管性別是生物決定的，但人們如何表達自身的社會性別卻不受制於生物狀態。性別化（Gendering）是一個建基於文化之上的過程，儘管對於男女的文化期望往往與他們的生物狀態有直接關係。纽曼认为，正因为如此，很多人把性別視作压迫的原因，而忽视了其他问题，比如种族、能力、贫穷。為了改善这种情况，目前的性别研究课程會把更多因素納入範圍，研究这些因素在决定人们如何生活時會怎樣互相影響。她还指出，其他非西方文化对社會性别和性别角色的看法不一定與西方相同。纽曼还質疑了「平等」一詞的含义；「平等」一般為女性主義的目标。她认为「平等」一詞本身就是有問題，因为它所指的可以有不同，例如其可指待遇相同，但亦可指按著性別而出現不同的對待，抑或公平地對待任何一種性別者。纽曼认为这是有问题的，因为平等一詞没有统一的定义，而定义精確在公共政策等领域可能是非常重要的。

### 性別假說的社會建構

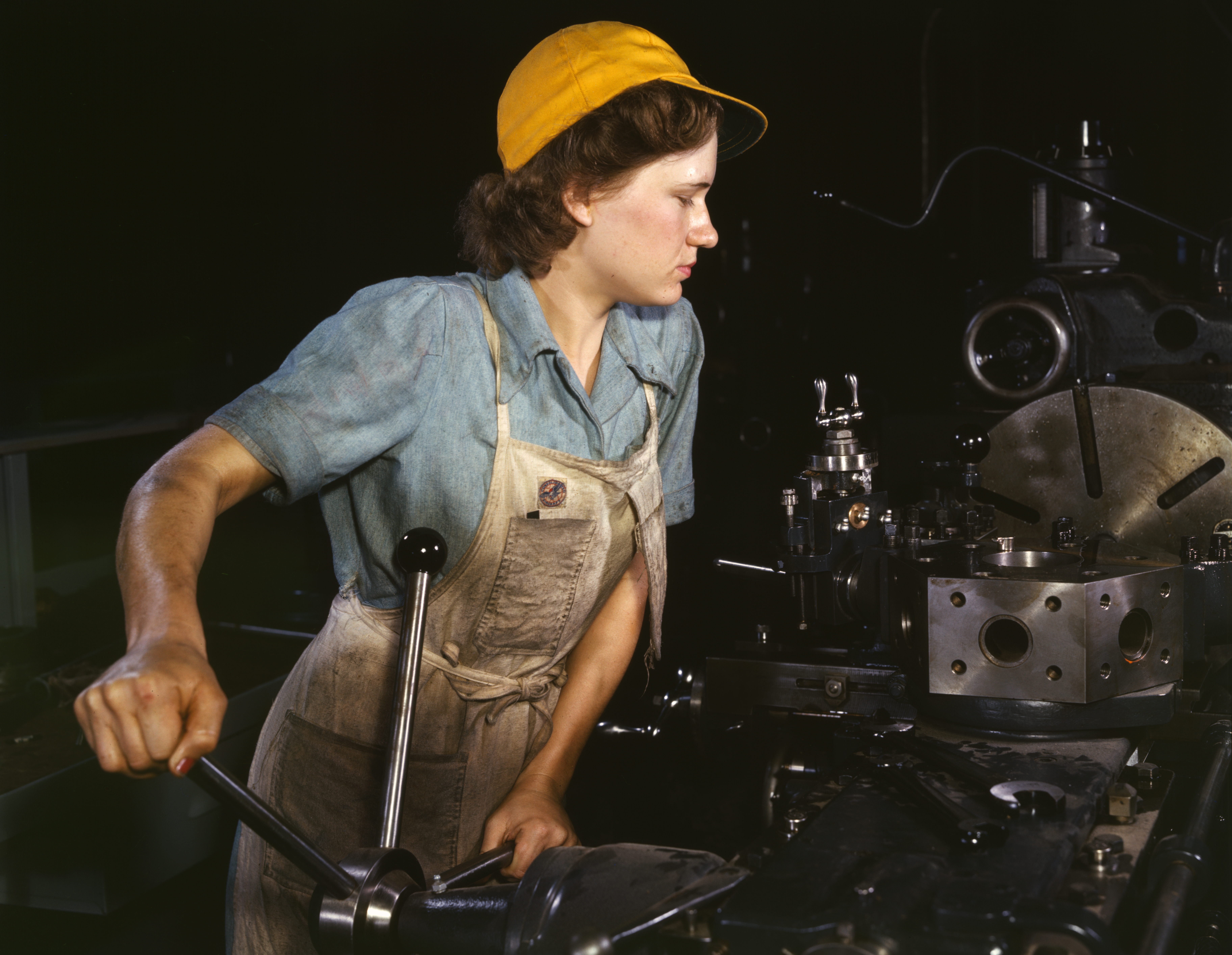
在二戰期間，鉚釘女工是美國大後方的著名象徵之一，其反映了當時的女性因戰時需要，而需脫離傳統性別角色的情況。

社會學家通常認為社會性別是一種社會建構的產物。此外不少研究者只把性別視為生物的，並否定其有任何的社會或文化建構成分在內。此一情況在女性主義者當中尤其普遍。比方說，性學家約翰·曼尼把生物性别（biological sex）及性別角色（gender as a role）區分開來使用；社會學及社會政策教授安·奥克利同樣稱：「人們必须承认性别的恒定性，但同時必须承认社會性別的可变性」。世界衛生組織表示：「性別是指定義某人是男是女的生物生理特徵」，而社會性別則「指社会构建的，并被特定社会认为适合于男性和女性的角色、行为、活动和特性」。在上述語境下，性別是指生物學（自然科學）研究上的分類，而社會性別則是指人文社科的研究重心之一。女性主義生物學家林达·伯克認為「生物學上的事並非可以出現轉變的」，因此該些學者視性別為恆定的，而社會性別則會隨社會結構的不同而發生變化。
但是也有部分學者認為，性別同是社會建構下的產物。例如性別理論家朱迪斯·巴特勒，其表示：「也许这种被稱為『性別』的建構跟社會性別一樣，都是文化建构的；事实上，社會性別可能本來就已經存在。由此推導下去，性別跟社會性別基本就沒有任何區別了」。

其繼稱：
如果性別本身就是一个以社會性別為中心的分類，那么繼續『把社會性別定义为对性別的文化詮釋』這件事本身就没有意义可言。社會性別不应仅仅被视为建基於指定性別（一种法律概念）的文化刻畫，而是須視之為生产机器，而性别本身就是因這種機器而確立。……在前語言上，這裡所指的性別生產应被理解为由社會性別所指定的文化建构机器的效果。
巴特勒認為：「身体只是在某些规管图式高度社會性别化的生产性制约當中存在著、忍受著、生活著」，而性別「不再只是有關身体的......它是一种支配身体物质化的文化规范」。
婦女研究及歷史系教授琳达·尼科尔森在回顧歷史時指出，在歷史上絕少有人以「性别有異」的方式理解人體。她繼指西方在18世紀之前，一直認為兩性性器官實際上是一樣的。該時西方主要把視為女性性器官不完整的男性性器官，而二者之间的区别只是程度問題。换句话说，就是相信此事為渐变的，抑或具有光谱性質。此一說法已受到像海伦·金、琼·卡登、迈克尔·斯托尔伯格般的學者的批評。

生物学系兼性别研究系教授安妮·福斯托-斯特林則从双性儿童的实证研究出发，介绍了医生會如何解决双性人问题。她以一个双性人的出生为例展开论证，认为「我们对性别差异的概念塑造了，甚至反映了我们建构社会制度和政体的方式；它们也塑造和反映了我们对身体的理解」。然后她引用了約翰·曼尼等人对双性人的研究，以此引證性别假设是如何影响性科学研究：「他们从来没有质疑过只有两种性别的基本假设，因为他们研究双性人的目的是为了了解更多何謂『正常』發展」。 她还提到了醫師對双性人的親屬解釋相關情況時所用到的語言。她称，由於醫師還是認為双性的新生兒實際上要不是男的，就是女的，故此會告訴父母需要花多一點時間去辨其雌雄。 也就是说，醫師的行为是由認為只有兩種性別的文化假設所塑造的。最后她提到了不同地區的醫護對於雙性新生兒的處理手段存有差異，這很好地說明了性別本身也會被社會構建。她在《身体的性别化：性别政治和性的构建》一著中提到了以下例子：
最近，来自沙特阿拉伯的一组医師團隊報告了幾例患有先天性腎上腺增生症的XX雙性新生兒案例——該症為遺傳性障碍，會影響促進類固醇激素生產的酶……在歐美地區，這樣的孩子由於有機會於日後生兒育女，故此一般會被當作女孩撫養。受过这种欧洲传统培训的沙特医師向新生兒的父母提出了上述建議，但其中一些表明不會接受，即他們不願把當初視為兒子的嬰兒當作女兒般撫養。他们也不接受为之进行女性化手术……这基本上是当地社区态度的体现……他们更喜欢男性后代。
故此現有證據表明，文化的確在指定性別當中扮演了一定角色，對於双性孩童的情況而言更是如此。
在《青少年的性别角色认同與心理健康：重新审视性別強化》一文中，希瑟·普里斯、薩拉·林德伯格、珍妮特·史布利·海德等人探討了性别认同在青少年時期會否出現偏离。研究者的研究建基於希尔和林奇在性别强化假说中提到的观点，即来自父母的信号和信息會决定并影响孩子的性别角色认同。这一假说认为，父母会影响孩子的性别角色认同，而與其中任何一方的互動多寡則為性別強化的自變項。普里斯等人的研究并不支持希尔和林奇所提出的假说——「随着青少年经历这些和其他社会化影响，他们在性别角色认同、性别态度及行为上会变得更加刻板」。不过他們亦表示，也許希尔和林奇的假說在過往是正確的，但现在却因為青少年群體在性別角色認同方面的變化，而變成錯誤的。
《解读性别系统：性别信念和社会关系的理论视角》的著者塞西莉亞·里奇韋及雪萊·科雷爾認為，社會性別的範圍遠超於角色及認同，直指它為透過「社会关系脈絡」制度化的事物。里奇韋及雪萊把「社会关系脈絡」定義為「個體將自身與他者的關係確定下來，以採取行動的任何情境」。他们还指出，除了社会关系脈絡，文化信念在性别制度中也发挥了一定作用。他們認為，人們每天都在被迫以跟社會性別有關的態度舉止來承認他人，與之交往。每天人們都在遵守社會既定一套的霸權式標準信念的前提下，互相交流，其中包括有關性别角色的一套信念。他们指出，社会的霸權式標準信念設下了一系列规则，而这些规则又为「社会关系脈絡」的促成背景。里奇韋和科雷爾随后一轉議題，探討性別分類，把它定義為「我们為某人貼上男性或女性標籤的社會認知過程」。

## 生物學因子與視角
在大多情況下，男性和女性的所作所為十分類似，當中只有很少的性別差異，不過產前及童年所接觸的雄激素會對性別化行為構成一定影響。該些行為包括性別規範性遊戲、性別的自我認同、從事侵略性行為的取向。大多數雄性哺乳类动物在進行遊戲行為時，會因睪酮的影響，而表現得較為粗暴。這點在人類當中也不為例外。同樣，睪酮的水平可能會影響到性本身——非異性戀者傾向在童年時期作出並非性別典型的行為。
在20世紀末，生物學上的性別開始成為眾多研究的探討重心。早年不少研究聚焦探討性別認同障礙，亦即現在的性別不安。約翰·曼尼就著上述或相關領域的研究，为这一議題下了個总结：
「性别角色」一词可追溯至1955年的一篇印刷文章。「性别认同」一詞則可追溯至1966年11月21日的一篇新聞稿，當中約翰·霍普金斯醫院宣佈，他們開辦了一間專為变性者而設的新诊所。這一用語在經過各大傳媒傳播後，便廣為世界認知，並被翻譯成各國方言。在理论基础上，社會性别和性别认同的定义存有不同。在大众化和科学化的用法當中，性別是指你在生物學上是什麼；社會性别指你在社會上成為了什麼；性别认同指你對自己是男是女的意識或信念；性别角色則指文化對於男性氣質和女性氣質的刻板印象。性別認同障礙的决定成因可分為幾個大類，包括基因、產前激素、产后社会、青春期后激素。但迄今为止，學術界尚未提出一個全面而又详细的因果关系理论。腦部的性别编码是雙相的。患有性别认同障碍的人的先天外生殖器性别，与腦部的性别编码不一致。
儘管眾多研究證明了生物（遗传及激素）到行為的因果關係，但曼尼還是小心地指出，在性與性别问题上，生物到行為的因果链仍然未建立好。比如說儘管大多科學家會承認同性戀基因的確有可能存在，但迄今尚沒有實証証明此類基因是存在的。
目前已有有关先天性腎上腺增生症女性患者的研究。此症會使患者身體產生過量的雄激素。該些女性的外表跟其他女性差不多（但她們一般需要進行生殖器矯正手術）。不過即使自幼便一直攝入激素平衡藥物，她們還是會對傳統上與男性有關的行為展露出較大興趣。心理學教授兼先天性腎上腺增生症研究者谢里·贝伦鲍姆博士認為，此一差異可由以下事實解釋：她們於宮內長期接觸較高水平的男性性激素。

### 性別分類
以下性別分類法根據現有的医学研究列出。它按著人類生命週期，把生物性別到社會性別順序列出。週期的早期阶段多為生物性的，後期則更為社會性。
- 染色體：46條染色體，性染色體為XX （基因上的女性）；46條染色體，性染色體為XY（基因上的男性）；45條染色體，性染色體為X （特纳氏综合征）；47條染色體，性染色體為XXY（克氏综合征)；47條染色體，性染色體為XYY （XYY-三體）；47條染色體，性染色體為XXX （三染色體X症候群）；48條染色體，性染色體為XXYY（XXYY症候群（英语：XXYY syndrome））；46條染色體，性染色體為XX/XY鑲嵌；其他鑲嵌現象
- 生殖腺：睾丸；卵巢；同時具有卵巢和睾丸组织（真性陰陽人）、具有卵精巢，以及其他性腺发育不全表現；
- 激素：雄激素（包括睾酮、双氢睾酮）、雌激素（包括雌二醇、雌三醇）、抗雄激素、孕激素等等；
- 第一性徵：生殖器[120]；
- 第二性徵：第一性徵以外的二形身體特徵（比如體毛、乳房發育）；因性激素而起的腦部變化[121]。
- 性別認同：某人對自己是男是女，還是非常規性別者的感受；
- 性別表現：表達自身性別認同或性別角色的表現及行為。

### 两性异形

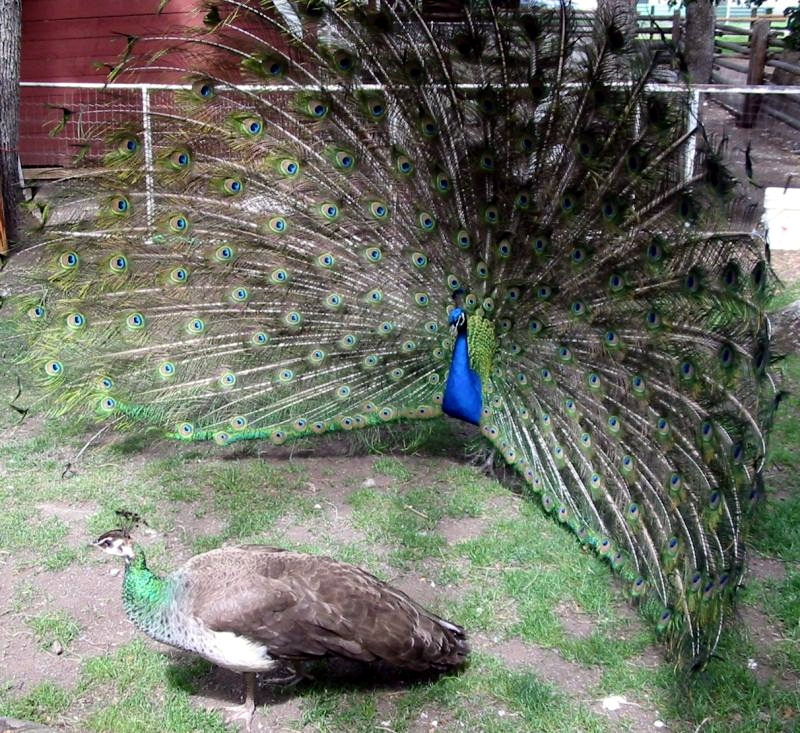
孔雀的性別分化

大多人類擁有23對（46條）染色體。當中第23對為性染色體，用以決定影響個體最終發育成雌性（XX）還是雄性（XY）。卵子所攜帶的一般是X染色體；而精子則有一半機會攜帶Y染色體，另有一半攜帶X染色體，故此後代的性別將由男性方的精子決定。不過這也有可能產生性染色體不屬上述兩者的後代。
X或Y染色体特有的基因即為性连锁基因。最常發生紅綠色盲的相關隱性遺傳基因位於X染色體上。男性只有一條X染色體，而女性則有兩條X染色體，缺失的基因可以由另一條補足，故此男性比女性容易有色盲。
人類的XY系统並非世上唯一的性别決定系统。鳥類的情況跟人類相反，牠們以ZW系統決定性別—— ZZ為雄性，ZW為雌性。人類尚不了解是否全部鳥類都是由雌性或雄性方的配子決定性别。已知有几种蝴蝶的後代性別由雌性方的配子決定。
鸭嘴兽的性別決定系統較為混合複雜，雄性鸭嘴兽有十條性染色體，XY各佔一半。

#### 人腦

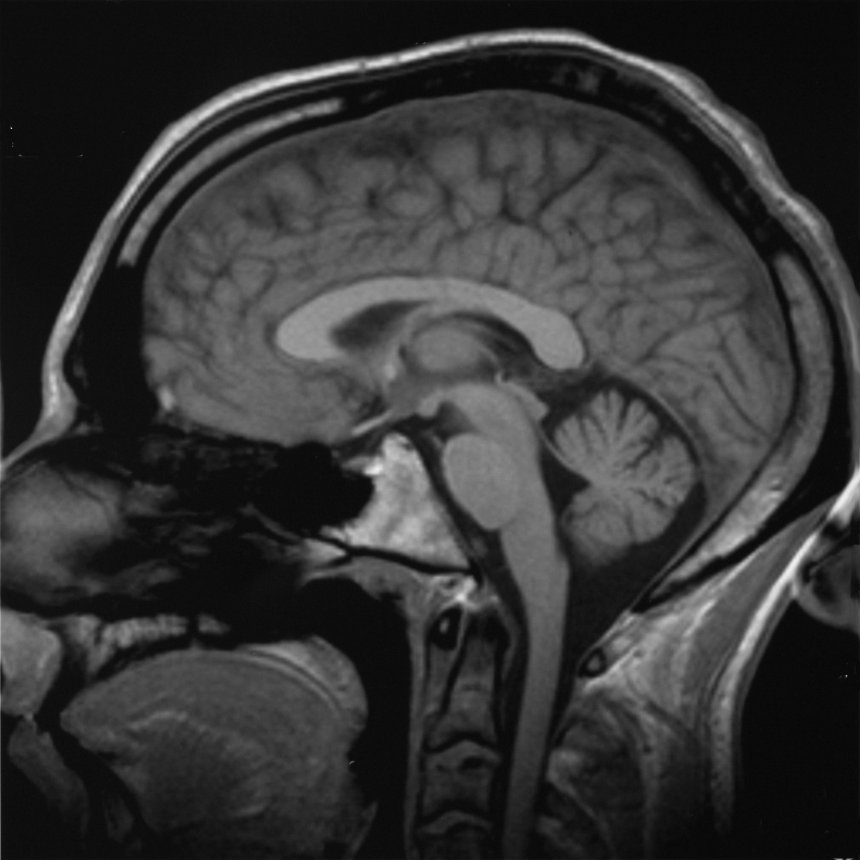
人腦

「現有廣泛證據證明男性的大腦比起女性大約8-10%（Filipek et al., 1994; Nopoulos et al., 2000; Passe et al., 1997a,b; Rabinowicz et al., 1999; Witelson et al., 1995）」。但較與腦部功能有關的是其結構及神經連接方式。新墨西哥大學及加利福尼亞大學爾灣分校的研究者以腦造影的方式研究了男和女的腦部，發現男性比起女性擁有更多跟一般智力有關的灰質，女性則比起男性擁有更多跟智力有關的白質—— 男性的灰質：白質比比起女性高4%。
灰質是負責進行資訊處理的組織，白質則負責協調各個處理中心。它們亦量度了其他方面的差異，不過卻沒有仔細寫出相關結果。这些差异大多為激素所致的，且最終可把原因追溯至Y染色體和性分化上。但也有基因活動直接導致的差異。
[我們]透过定量实时聚合酶链式反应观察到，脑组织中的表達水平存有性別二態性。當中女性的PCDH11X转录水平高出了2倍。我們把此一發現跟人腦的性別二態性性狀劃上聯繫。有趣的是，PCDH11X/Y基因对是智人独有的。它們自從人類-黑猩猩谱系分成一派後，性連鎖基因便转座到Y染色体上。——

腦部的語言區
角回
緣上回
布若卡氏区
韦尼克区
初級聽覺皮層

此外也有證據證明，腦部的處理過程會受到外部環境的影響。行為及思想學習皆會編碼腦部的處理過程。在對幾個個案的簡單研究當中，發現相關腦部編碼過程也會出現男女不一致的情況，但在某些方面是相同的。例如即使男女兩方都在學習和使用語言，但在生物化學上，兩者對語言的處理方式會出現差異。女性和男性在使用语言方面的差异，很可能反映了他們在生物上的偏好和天赋，以及學習模式。
睾酮會影響身體眾多器官，包括位於腦部性別差異神經核的性别二型神经元，以及位於脊髓的歐氏核，使其運作模式更為男性化。

## 性别研究
性别研究是一門把社會性別、性别认同、性别表述視作中心去分析的跨學科研究領域。它包含了婦女研究（研究女性、女性氣質、她們的性別角色、性別政治、女性主義）、男性研究（研究男性、男性氣質、他們的性別角色、性別政治）、LGBT研究這幾個範疇。有時提供相關課程的院校會把它連同性學課程一起提供。該些學術領域會從文学、语言、历史、政治学、社会学、人类学、电影研究、媒体研究、人类发展、法律、医学等角度，去研究性與性別。它还會對人種、族群、地理位置、國籍、身心障礙等議題進行分析。

## 心理學與社會學

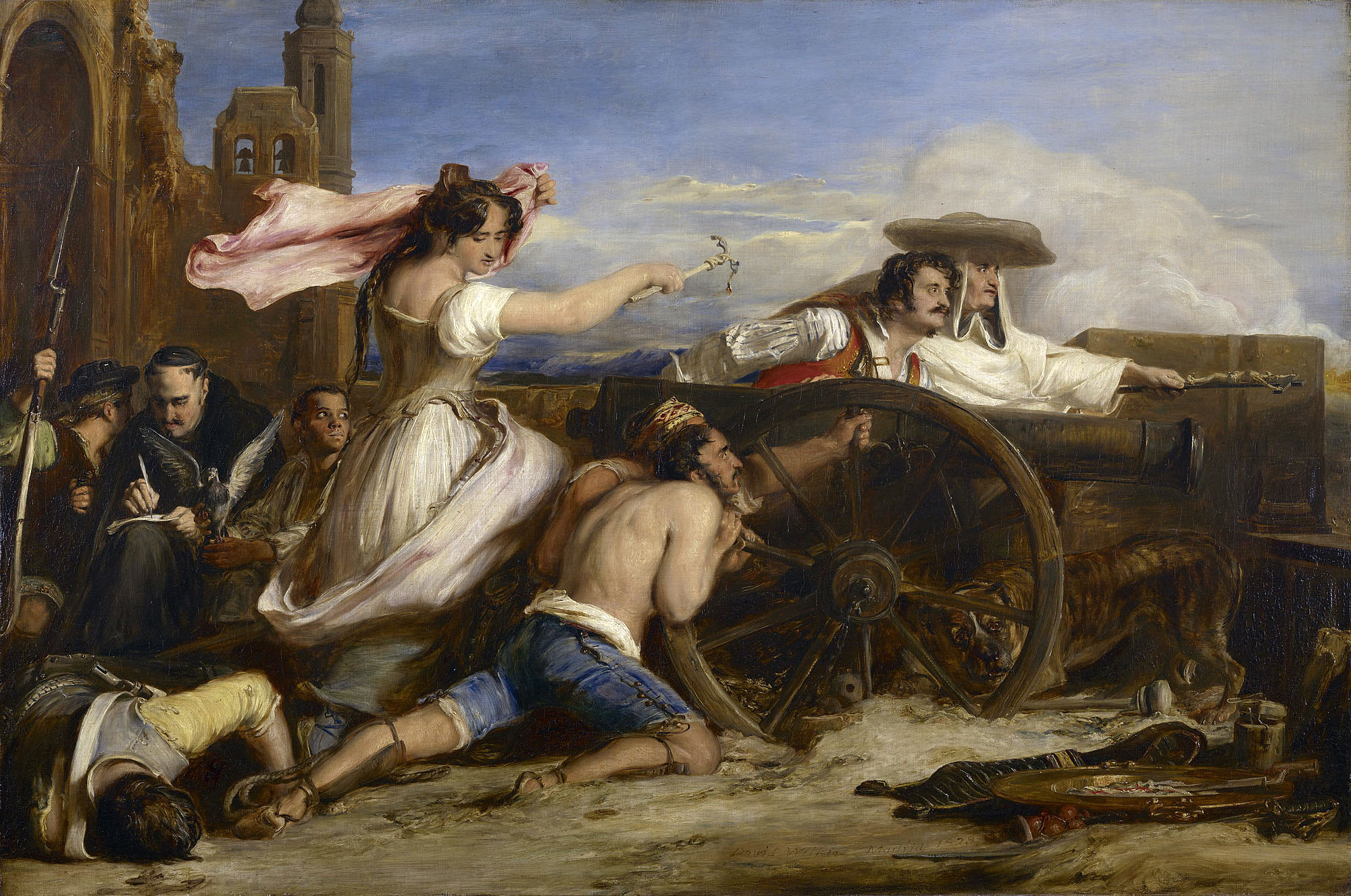
阿古斯蒂娜在西班牙被法國入侵时，奮起抗戰，擊退敵人。這使得她於當時成為了西班牙军队中唯一的女性职业军官。

当代社会化理论提出了这样一个概念：人刚出生時，只有生物性別，没有社会性别。随着孩子的成长，「......社會提供了一连串[在規範上]适合某一性别的行為指示、模板、模式」，把孩子社會化成一種特定的社会性別。社會上存有極大的誘因去促使其順從社會化過程——社会性別會在一定程度上左右某人在教育、工作、家庭、性、生育等層面上所獲得的機會，並會影響文化及知識的形成。从这个角度看，不好好履行相關社會規範的成年人會被社會視為越軌或社會化不當。
也有理論認為，社會性別被構建社会的社會組織分割成二元；同時社會組織又不斷地發明和再生產社會性別的文化形象。琼·阿克认为，性別化發生在至少五個互相影響的社會進程當中：
- 性別分工的建構，例如在劳动、权力、家庭、国家層面的性別分工，以至容許的行為及出現的地點
- 符號及形象的建構，包括語言、意識形態、衣裝、媒體。它們會解释、表达和加强（有时減弱）性別分工
- 任何處於支配與服从關係的人的互動。比方說會話理论家研究了在日常交流的過程中，打岔、话轮转换，以及话题设置會怎樣重塑性别不平等的現象
- 上述三個過程對個人認同當中的性別部分的影響， 即它們會怎樣產生及維持性別化的自我形象
- 社會性別牵涉到基本社会结构的持續塑造和概念化。

若以福柯的觀點分析社會性別，它就會被視作社會用於權力分工的工具。性别差异仅仅是一种用于強制性地區分假定男女的社会建构。之後再透過賦予與性別有關的特質，使男性氣質可以支配女性氣質。「有人認為男女之间的差异比起其他的還要大。这种想法一定是来自于自然以外的......這遠超過先天差異本身，具有排他性質的性别认同抑制了先天的相似性」。
性别惯例為「把男女氣質簡單地歸因於生理性别」的主因。社會文化的准则和惯例，以及社会运作的规则，都是社會的產物和構成要素，並决定了分配哪些具体特質至性別上。这些特質又为霸权式性别差异的誕生提供了基础。因此，社會性別可被視作社会规范的获得和内化。人們繼而因為接受了社會的性别期望，而被社會化。該些期望可见於家庭、国家和媒体等制度當中。这样的「性别」概念最終被歸化為某人的自我意識或身份認同。這在实际上，就是将一个性别化的社会类别强加给一副性的身体。
「人是被性别化（gendered）的，而非性化（sexed）的」这一概念也跟朱迪斯·巴特勒的性别表演性理论不谋而合。巴特勒认为，社會性别與某人表達了自己是什麼無關，反之卻跟其行為有關。由此可见，如果社會性别以不斷重复的形式表现出来，那麼它实际上就是在社會意識當中，重新塑造了自身，並深深地嵌入之。
社会学和大眾對於社會性别的定義存有矛盾之處，且側重點也會有不同。比方說，社会学會在考慮男性CEO与受雇于他的女性员工之间的（经济/权力）地位差异時應用到社會性别（社会角色：女性与男性），當中不會考虑涉事人是异性恋还是同性恋。然而大眾會在考慮同性恋者与异性恋者的自我概念和社会观念時應用到社會性别，當中不會考虑涉事人的经济/权力差异。因此在社會性别的定義和應用上，傳統女性主義社會學與當代同性戀社會學之間存在著緊張關係。

## 社會性別與社會

### 科學
長久以來，人們一直把科學描述成一門具有男性氣質的領域。不少想投入科學領域的女性需面對較大的障礙。即使大學於19世紀開始招收女性，但她們仍被認為只適合某些科學領域，比如家政学、护理学、兒童心理學。女性在科學領域的就業前景並不樂觀，上級常把她們安排去從事一些低薪乏味的工作，发展路向同樣受限。这往往是由刻板印象造成的：人們常認為女性先天較適合從事一些需要専注力、耐性，和手巧的工作，相比之下需要創造力、領導力、智力的工作則被視為不適合女性從事。虽然有關刻板印象到了現代已漸漸消退，但女性仍很少投身於物理學等著名的 「硬科學」領域，而且在當中晉升至高級職位的可能性往往較低。

### 貧窮
女性在貧窮此一議題上較常面臨性別不平等的現象。许多女性都需對家中每事負全責，因為所有的家事重擔都完全落在她們身上。耕地、磨粮、担水、做飯等等，很多時候都只由她們負責。除此之外，女性很容易因性別歧視，而獲得較低的收入；男性則較容易獲得較高的收入，而且擁有較多的機會及社會政治資本。世界上大约75%的女性因工作不穏，而无法获得银行贷款。這表示儘管世間女性很多，但只有少數是富人。內娜·斯托伊爾科維奇於《D+C发展与合作》當中指出，许多国家的金融部门常常忽視了女性本身，即使她們在經濟上舉足輕重。戴安娜·皮尔斯於1978年創造了「貧窮女性化」一詞，用以形容女性貧窮率較高的問題。由于在收入分配、财产所有权、信贷和所得收入控制方面長期存有性別不平等的現象，所以女性更容易陷入長期貧困。家庭内部的资源分配常伴有性別偏誤，這一現象同樣適用於國家層面的资源分配。

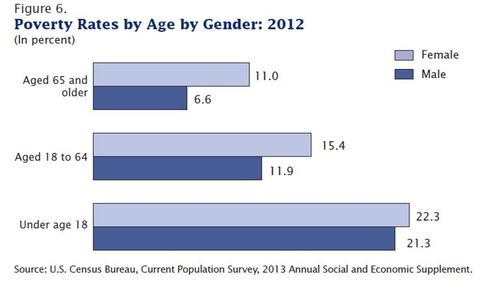
按性別及年齡劃分的貧窮率棒形圖（2012）。

性别与发展（Gender and Development）是一套綜合計劃，其會向那些社会和经济发展嚴重受到性別不平等現象影響的國家提供援助。它是一套側重於女性性別發展的計劃，最終目的是透過為女性賦權，來降低男女不平等的程度。
2013年一項有關歧視跨性別者的大規模研究發現，跨性別者比起順性別者有多4倍機會活在極端貧困（年收入低于1万美元）之中。

### 一般緊張理論
應用了一般緊張理論的研究表明，人與人之间的社會性別差異可使人表露出憤怒的情緒，甚至引發暴力衝突。这些与性别不平等有关的暴力行為可以透過比較暴力與非暴力社區來衡量。當中只要留意自变量（邻里暴力）和因变量（个人暴力），即可以此分析性别角色。一般緊張理論中的「緊張」是指在失去一個正向刺激，或/和增加一個負面刺激時，對涉事人所產生的負面影響（緊張）。其影響可以是向内的（抑郁/内疚），也可以是向外的（愤怒/沮丧），取決於涉事人會怪責的自己還是環境。研究表明不論男女，在面對緊張時都會以憤怒作回應，但憤怒的根源及他們的應對手段會有很大不同。男性較有可能怪責他人，把憤怒外化。女性則一般把自身的憤怒內化，傾向於责怪自己。 女性在憤怒的同時，常夾雜著内疚、恐惧、焦虑、抑郁等負面情緒。女性认为愤怒是失去自身控制的跡象，因此担心這會傷害他人/破壞與他人之間的關係。在光谱的另一端，男性則不太在意會破坏关系，更會利用愤怒肯定自身的男性氣質。根據一般緊張理論，男性更有可能因外在化的愤怒而作出攻撃性行為；而女性则会将愤怒指向自己，而非他人。此外情緒亦會受到社會性別的影響。英格拉姆等人（2012）的研究顯示，「按照研究對象的假設，人們在對男孩过去的冲突進行描述時，會較描述女性的冲突時多用到憤怒去形容」，不過「人們較多描述女孩在衝突過後的憤怒」。特恩卡在2013年探討了此一現象的背後原因，但仍然不能找到合理解釋。另有研究顯示，研究對象對於男性的恐懼表情存有較佳的識別能力。女性对恐惧表情的识别能力也普遍优于男性。

### 氣候變化
性别是气候变化政策及科学日益关注的一个議题。一般而言，科学界較為關注的是气候变化對於不同性别所產生的不同後果、不平等的气候适应能力，及性別差異如何影響气候变化本身。此外，气候变化与性别问题的交集也帶出了複雜的權力關係問題。這些差異大多不是生物因子所致的，反而社會、制度和法律因子於當中較為重要。因此，与其说脆弱性是女性和女孩的内在特征，倒不如说是她们被边缘化後的产物。罗尔指出，虽然联合国承諾會推動性別主流化，但在气候变化政策方面，实际上它并没有真正实现性别平等。而這正好反映在有關氣候變化的話語和談判之中——它們仍為男性主導。一些女性主义学者认为，有關气候变化的探討不僅由男性主導，而且在原則上十分「男性化」，令有關探討十分專注於技術層面。这种对气候变化的了解，把限制了气候变化政策和科学的主体性或权力关系給隱瞞起來，從而導致了图阿纳所指的「認識論不公」。無獨有偶，麥格雷戈同樣認為，人們透過將氣候變化以「硬」的自然科學和自然安全问题包裹起來，來把之困在传统男性氣質霸权的领域之中。

## 註解

交织在一起的男女性别符号。紅色符号是金星的代表符號，代表女性；藍色符号是火星的代表符號，代表男性。

健康的生物—心理—社會模型

1. ↑  社会性别是Gender較常见的翻譯，不過也有学者认为翻譯作性别更為恰當，因为性别本身已有差異之意[1]:45；gender在英語中强调「性别在社会和文化中的构想」，sex則是指「男女之间的生理差别」。[1]:44

### 書刊
- Butler, Judith. . Routledge. 1990. ISBN 978-0-415-38955-6.
- Butler, Judith. . Routledge. 1993. ISBN 978-0-415-61015-5.
- Fausto-Sterling, Anne. . Basic Books. 2000. ISBN 978-0-465-07714-4.
- Hayat, T.; Lesser, O.; Samuel-Azran, T. . Computers in Human Behavior. 2017, 77: 132–159. doi:10.1016/j.chb.2017.08.041.

## 外部連結
- GenPORT: Your gateway to gender and science resources（页面存档备份，存于）
- Gender in Agriculture Sourcebook